# Anyone (canção de Demi Lovato)
"Anyone" é uma canção gravada pela cantora estadunidense Demi Lovato para seu sétimo álbum de estúdio Dancing with the Devil... The Art of Starting Over (2021). A canção foi escrita por Lovato, Bibi Bourelly, Eyelar Mirzazadeh, Jay Mooncie, Sam Roman, e seu produtor Dayyon Alexander. Foi lançada através da Island Records em 26 de janeiro de 2020 como primeiro single do álbum. "Anyone" foi gravada quatro dias antes da overdose de Lovato.
A canção estreou em 34º lugar na Billboard Hot 100, e tornou-se seu primeiro número um na parada Digital Songs. A canção também entrou no top 20 da Escócia e no top 40 da Hungria. Lovato apresentou o single ao vivo no 62º Grammy Awards. Os críticos de música elogiaram a performance de Lovato no Grammy de "Anyone" e sua vulnerabilidade na música, dado o contexto de sua luta contra o vício e a depressão. Em 6 de fevereiro de 2020, "Anyone Live from the 62nd Annual Grammy Awards" foi lançada.

## Antecedentes e composição
Lovato gravou "Anyone" em Montana, depois de montar um estúdio para escrever canções para um álbum. Ela disse: "Na época em que eu estava gravando, eu quase escutei novamente e ouvi essas letras como um pedido de ajuda [...] Eu até acho que estava gravando em um estado de espírito em que me senti como se estivesse tudo bem, mas claramente eu não estava". Quatro dias após a gravação da faixa, em 24 de julho de 2018, Lovato sofreu uma overdose e foi hospitalizada por duas semanas. Depois, Demi completou uma estadia de três meses em um centro de reabilitação em tratamento pelo abuso de substâncias. Enquanto estava no hospital, ela se lembra de "ouvir de volta as músicas que eu tinha acabado de gravar" e de ouvir "Anyone", pensando "Se houver um momento em que eu possa voltar disso, quero cantar essa música". Mais tarde, Lovato explicou em relação à sua incerteza sobre se seria capaz de retornar após a overdose relacionada às drogas, que "era um pensamento geral. Não sabíamos o que ia acontecer. Não sabíamos o quão saudável eu estaria quando eu saísse. Foi um momento assustador na minha vida, com certeza." No entanto, Lovato diz que quando criou "Anyone", ela colocou seu "coração e alma" na música.
Lovato revelou o título da faixa pela primeira vez durante uma entrevista com Zane Lowe no Beats 1 da Apple Music em 24 de janeiro de 2020, onde anunciou que a apresentaria no 62º Grammy Awards.
Olivia Truffaut-Wong, da Bustle, comparou "Anyone" com "Skyscraper", outra canção de Lovato que também foi considerada seu retorno musical após sua passagem em um centro de tratamento em 2010 por problemas com bulimia e auto-mutilação. Bryan Rolli, da Forbes, opinou que a letra fala sobre os "sentimentos de isolamento e angústia" da cantora, como exemplificado no refrão: "Alguém, por favor me envie alguém / Senhor, existe alguém? / Eu preciso de alguém". Lovato descreveu a canção em sua entrevista com Zane Lowe como um "pedido de ajuda" após o lançamento de sua canção "Sober", uma canção que havia sido escrita meses antes e que não resultou em uma mudança significativa para Lovato em relação a sua dependência e saúde mental: "Quase relembro e ouço essas letras como um pedido de ajuda", disse ela. "Você ouve de volta e pensa, como ninguém ouviu essa música e pensou: 'Vamos ajudar essa garota'. Eu até acho que estava gravando em um estado de espírito em que me senti como se estivesse tudo bem, mas claramente eu não estava. E eu até ouvi de novo e fico tipo, 'Nossa, eu gostaria de poder voltar no tempo e ajudar essa versão de mim mesma'.
Em relação ao início da letra da canção "Tentei falar com meu piano / tentei falar com meu violão", Lovato interpretou a letra para transmitir a futilidade da canção como um mecanismo de enfrentamento durante o tempo em que ela estava lutando, dizendo "Há muito que a música pode fazer antes que você tenha que assumir a responsabilidade e que você tome a iniciativa de obter a ajuda necessária". Ela também diz que "eu não gastei muito tempo aperfeiçoando, apenas porque não é... se você ouvisse alguma coisa, como duplas, ou se fosse superproduzida, isso afastaria a emoção da música, então eu queria mantê-la muito crua." Além disso, Lovato confirmou que não regravou vocalmente nenhuma parte da música depois que a mesma canção foi gravada em 2018 e, em vez disso, manteve o vocal original, porque ela percebeu que era "mágico capturar o vocal daquela música pouco antes de tudo ter acontecido".

## Apresentações ao vivo
Em 14 de janeiro de 2020, a Recording Academy anunciou nas redes sociais que Demi se apresentaria no 62º Grammy Awards. Lovato confirmou em sua conta no Instagram, afirmando "Eu disse que na próxima vez que vocês ouviriam falar de mim, eu estaria cantando". Publicações como Billboard e Rolling Stone comentaram que seria sua primeira apresentação ao vivo em quase dois anos, após sua overdose em julho de 2018. Dez dias depois, Lovato anunciou durante uma entrevista com Zane Lowe no Beats 1 da Apple Music que ela tocaria "Anyone". Sobre a performance, ela disse: "Eu só quero ir lá e contar minha história, e tenho três minutos para fazê-lo, então farei o melhor que puder. É apenas uma fração da minha história, mas é o suficiente para mostrar ao mundo onde eu estive".
Lovato apresentou "Anyone" na 62ª cerimônia do Grammy Awards, realizada no Staples Center em Los Angeles em 26 de janeiro de 2020, depois de ter sido apresentada pela diretora de cinema Greta Gerwig. Ela usava um vestido branco e estava acompanhada por um pianista. Enquanto cantava a letra de abertura, sua voz falhou, parando a apresentação por um breve momento e começou a cantar a canção novamente. Ela continuou a tocar a faixa, chorando em alguns momentos e cantando as frases "Existe alguém? / Eu preciso de alguém" em um registro vocal alto. Lovato recebeu aplausos da plateia quando terminou a apresentação. Após a apresentação, "Anyone" foi disponibilizada para download digital, bem como em serviços de streaming, e seu lyric video foi lançado no YouTube. Claire Shaffer e Elias Leight, da Rolling Stone, observaram que a apresentação foi "tranquila" depois que Lovato voltou a cantar novamente, enquanto Sandra Gonzalez elogiou a voz da cantora, dizendo que ela "apresentou uma poderosa performance vocal". Bianca Gracie, da Billboard, também elogiou o registro vocal de Lovato, escrevendo que "a voz de Lovato era poderosa quando ela tocava as notas altas, cantando todas as notas com paixão". A apresentação foi o momento mais comentado da cerimônia de premiação e também um dos momentos mais comentados no Facebook.
Lovato revelou mais tarde em uma entrevista com Andy Cohen no programa Radio Andy da SiriusXM que ela chorou durante a apresentação porque "eu olhei para a primeira fila e vi minha mãe e minhas duas irmãs... Vê-las na primeira fila me deixou emocionada" e também que ela se lembrava "de volta na cama do hospital ouvindo aquela música, em pequenos alto-falantes na UTI". No entanto, em resposta ao derramamento de amor e apoio de colegas e fãs nas redes sociais após a apresentação ao vivo, Lovato disse que está "agradecida por a resposta ter sido tão incrível" e pensa que "as pessoas podem ouvir essa música pelo que é, o que é um apelo muito emocional para quem mais ouve".

## Posições nas tabelas musicais
| Tabela musical (2020)                         | Melhor posição |
| --------------------------------------------- | -------------- |
| Austrália (ARIA Digital Track Chart)          | 23             |
| Bélgica (Ultratip Bubbling Under de Flandres) | 33             |
| Canadá (Canadian Hot 100)                     | 64             |
| Escócia (Scottish Singles Chart)              | 14             |
| Estados Unidos (Billboard Hot 100)            | 34             |
| Hungria (Single Top 40)                       | 23             |
| Irlanda (IRMA)                                | 71             |
| Nova Zelândia (Hot 40 Singles)                | 6              |
| Países Baixos (Single Tip)                    | 27             |
| Portugal (AFP)                                | 144            |
| Reino Unido (Singles Downloads Chart)         | 20             |